# Tympanoctomys barrerae
Tympanoctomys barrerae és una espècie de mamífer rosegador histricomorf de la família Octodontidae, que fins al 2014 era l'única del gènere Tympanoctomys.
És endèmica de les estepes seques i salines del centro-oest de l'Argentina. Assoleix els 40 cm de longitud.
S'alimenta de plantes halòfiles, la qual cosa requereix tenir un ronyó adaptat a una dieta molt rica en sal.